# Гринсборо (Флорида)
Гри́нсборо (англ. Greensboro) — небольшой город (таун), расположенный в округе Гадсден (штат Флорида, США) с населением в 619 человек по статистическим данным переписи 2000 года.

## География
По данным Бюро переписи населения США город Гринсборо имеет общую площадь в 2,59 квадратных километров, водных ресурсов в черте населённого пункта не имеется.
Город Гринсборо расположен на высоте 82 м над уровнем моря.

## Демография
По данным переписи населения 2000 года в Гринсборо проживало 619 человек, 150 семей, насчитывалось 207 домашних хозяйств и 230 жилых домов. Средняя плотность населения составляла около 239 человек на один квадратный километр. Расовый состав населённого пункта распределился следующим образом: 50,24 % белых, 32,47 % — чёрных или афроамериканцев, 1,13 % — азиатов, 0,32 % — представителей смешанных рас, 15,83 % — других народностей. Испаноговорящие составили 37,80 % от всех жителей.
Из 207 домашних хозяйств в 37,7 % воспитывали детей в возрасте до 18 лет, 48,3 % представляли собой совместно проживающие супружеские пары, в 16,9 % семей женщины проживали без мужей, 27,1 % не имели семей. 21,3 % от общего числа семей на момент переписи жили самостоятельно, при этом 12,6 % составили одинокие пожилые люди в возрасте 65 лет и старше. Средний размер домашнего хозяйства составил 2,99 человек, а средний размер семьи — 3,41 человек.
Население города по возрастному диапазону по данным переписи 2000 года распределилось следующим образом: 31,0 % — жители младше 18 лет, 12,8 % — между 18 и 24 годами, 28,1 % — от 25 до 44 лет, 17,8 % — от 45 до 64 лет и 10,3 % — в возрасте 65 лет и старше. Средний возраст жителей составил 30 лет. На каждые 100 женщин в Гринсборо приходилось 97,8 мужчин, при этом на каждые сто женщин 18 лет и старше приходилось 97,7 мужчин также старше 18 лет.
Средний доход на одно домашнее хозяйство составил 31 458 долларов США, а средний доход на одну семью — 35 000 долларов. При этом мужчины имели средний доход в 17 308 долларов США в год против 17 708 долларов среднегодового дохода у женщин. Доход на душу населения составил 31 458 долларов в год. 15,3 % от всего числа семей в населённом пункте и 24,3 % от всей численности населения находилось на момент переписи населения за чертой бедности, при этом 36,2 % из них были моложе 18 лет и 9,9 % — в возрасте 65 лет и старше.